# Cirrus Airlines
Cirrus Airlines é uma companhia aérea regional da Alemanha. Opera tanto voos regulares como voos fretados.

## Frota
A frota da Cirrus Airlines consiste nas seguintes aeronaves (janeiro de 2010):
- 2 Embraer ERJ-170
- 10 Dornier 328-110